# Meritaton
Meritaton (i. e. kb. 1354–1338) egyiptomi hercegnő és királyné a XVIII. dinasztia idején; Ehnaton és Nofertiti elsőszülött lánya, Szemenhkaré felesége. Egyike az Ahet-Atonban, az Ehnaton által építtetett fővárosban leggyakrabban ábrázolt személyeknek; az Amarna-levelek, a kor fontos diplomáciai dokumentumai nagy valószínűséggel őt említik Majati néven. Egyes feltételezések szerint azonos az Ehnaton mellett annak utolsó éveiben társuralkodóként uralkodó Nofernoferuaton fáraóval, akit korábban a másik társuralkodóval, Szemenhkaréval azonosnak hittek.

## Élete
Meritaton (mrỉỉ.t-ỉtn, nevének jelentése: „Aton kedveltje”) az uralkodópár első gyermekeként született, valószínűleg apja első uralkodási évében, Thébában. Szüleivel együtt szerepel már az apja által itt emelt épületeken is, köztük a 2. uralkodási év körül épült Gempaatonban, és legidősebb húgával együtt a 4. évben épült Hutbenben templomban. Körülbelül hatéves lehetett, amikor a királyi udvar áttette székhelyét az Ehnaton által építtetett új fővárosba, Ahet-Atonba. A város határait kijelölő határkősztélék mindegyikén megjelenik alakja a szüleié mögött; a fáraó városalapító nyilatkozata név szerint említi anyjával együtt. Ahet-Atonban is számtalan helyen előfordul alakja, többek között ábrázolják, amint ott áll az ún. „Megjelenések ablakában”, ahonnan a fáraó kitüntetéseket osztott az arra érdemeseknek, emellett a 12. évben rendezett, „az idegen adók szemléje”-ként ismert ünnepségen testvéreivel együtt, valamint húga, Maketaton sírkamrájában a gyászolók közt még ugyanebben az évben. Több feliraton – például az északi palotában és a Maru-Atonban – is látszik, hogy Meritaton neve egy korábban kivakart nevet vált fel, amelyről egy korábbi elmélet feltételezte, hogy Nofertitié, akinek kegyvesztettsége miatt távoznia kellett az udvarból. Ezekről a feliratokról azonban később kiderült, hogy Ehnaton másik felesége, Kia nevét helyettesítették Meritatonéval – így Nofertitinek az udvartól való száműzetését semmi nem támasztja alá. Egyes feliratokon vele együtt említenek egy Meritaton Ta-serit („ifjabb Meritaton”) nevű hercegnőt, akit ez alapján a lányának hittek, de az is lehetséges, hogy amikor Kia nevét átírták Meritatonéra, Kia ismeretlen nevű lánya helyére egy fiktív hercegnőt írtak be.
Apja uralkodásának vége felé Meritaton férjhez ment Ehnaton társuralkodójához, Szemenhkaréhoz, akinek koronázási neve előfordul a hímnemű Anhheperuré és a nőnemű Anhetheperuré alakban is. Ez sok tudományos vitára adott okot. Egy időben feltételezték, hogy Nofertiti lépett trónra férfiként ábrázoltatva magát, a nagy királyi hitves szerepét pedig Meritaton vette át apja mellett. Újabb kutatások szerint azonban Anhheperuré és Anhetheperuré két különböző személy – egyikük Szemenhkaré, másikuk egy női uralkodó, Nofernoferuaton, aki őelőtte vagy őutána volt Ehnaton társuralkodója, és aki feltehetőleg Nofertitivel, Meritatonnal vagy esetleg Ehnaton egy másik leányával azonos. Amennyiben Meritaton azonos Nofernoferuaton társuralkodóval, még kiderítésre vár, hogy ő vagy Szemenhkaré volt előbb társuralkodó Ehnaton mellett; valószínű, hogy Szemenhkaré volt előbb, mert uralkodása alatt Meritatont csak nagy királyi hitvesként említik, ami visszalépés lett volna korábbi fáraói rangjához képest.
II. Burnaburias babiloni király egy levelében (EA10) említi, hogy egy 1048 lazúrkőből készült nyakéket küld ajándékba Meritatonnak (a hercegnőt az akkád írású levél „Majati” vagy „Majatu” néven említi). Következő levelében (EA11) már arra panaszkodik, hogy Meritaton elhanyagolja a diplomáciát és nem érdeklődik az ő egészsége felől, ahogy illendő lenne. A levél Ehnaton házának úrnőjeként említi Meritatont, ami utal arra, hogy ő volt a legmagasabb rangú nő az udvarban, feltehetőleg Nofertiti halála után. Az EA12-es levél, melyet feltételezések szerint egy meg nem nevezett babiloni hercegnő írt Ehnatonnak, egy másik feltételezés szerint valójában Meritaton elnézést kérő levele Burnaburiasnak. Az EA155 jelű levél, melyet Türosz királya, Egyiptom vazallusa, Abimilki küldött, szintén említi Meritatont, a küldő saját magát és városát „Mayati szolgájának” hívja.

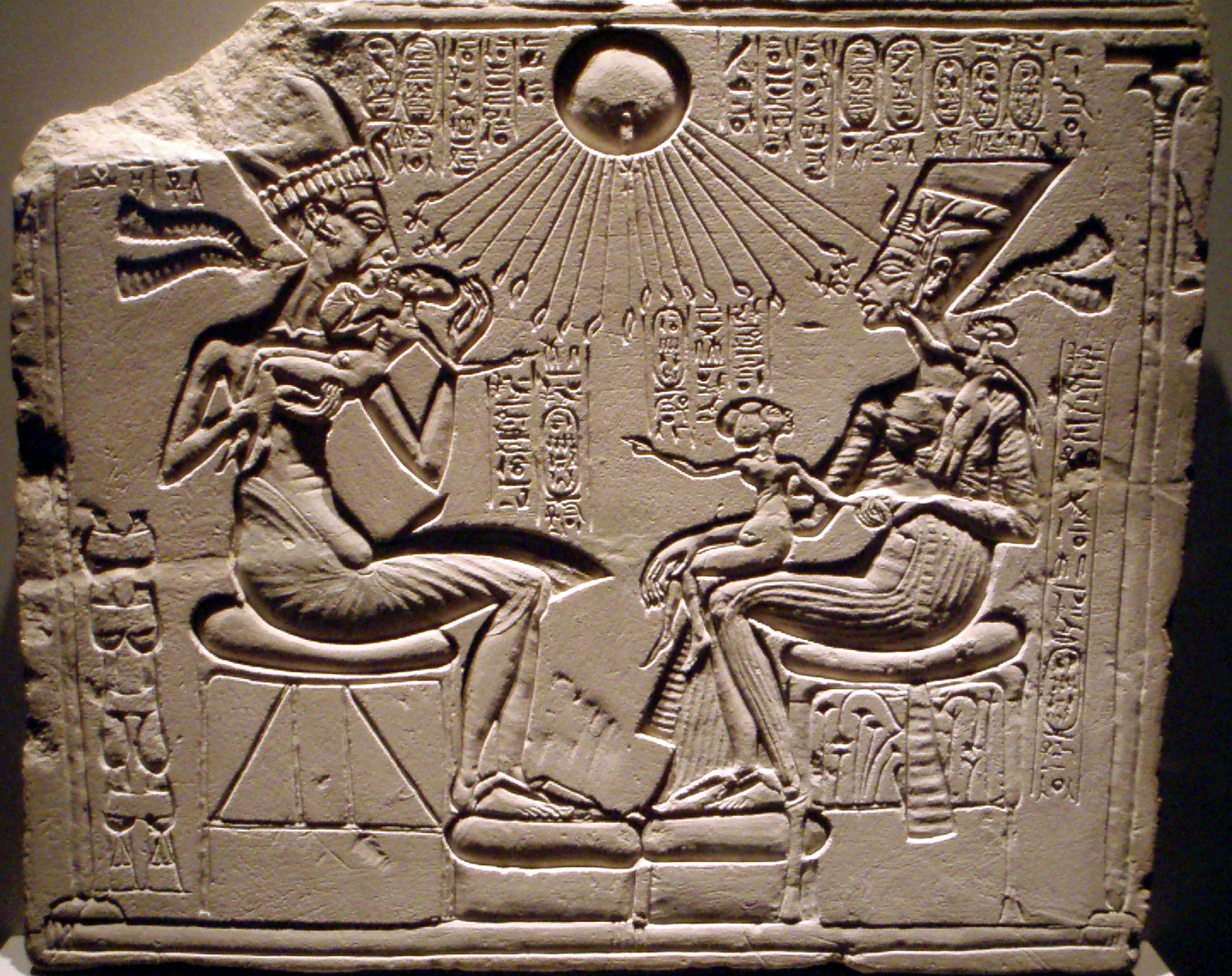
Ehnaton, Nofertiti és három lányuk. Meritatont Ehnaton tartja a karjában.

Meritaton valószínűleg túlélte Ehnatont; együtt ábrázolják Szemenhkaréval, annak feleségeként többek közt Meriré amarnai sírjában (TA2). Nem sokkal később azonban valószínűleg meghalt, és Szemenhkaré egyeduralma sem tartott tovább egy évnél. Meritatont valószínűleg a királyi sírbolt egyik, felirat nélküli kamrájába temették el, de sírhelye pontosan nem ismert. Lehetséges, hogy az ő számára készült az a koporsó, amelyet később a Királyok völgye KV55-ös számú sírjában találtak, és amelyben egy férfi (talán Szemenhkaré) múmiája feküdt.
Meritaton neve is felmerült az I. Suppiluliuma hettita királynak küldött levelek esetleges írójaként. A hettita évkönyvekben szereplő történet szerint Egyiptom özvegy királynéja, „Dahamunzu” Suppiluliuma egyik fiát kérte férjéül. Más elméletek Dahamunzut Nofertitivel vagy Anheszenamonnal azonosítják.

## Ábrázolásai
A hat lány közül Meritaton szerepel a legtöbb Amarna-kori ábrázoláson és őt említi a legtöbb felirat is. Már a legkorábbi, még Thébában készült ábrázolásokon feltűnik, és az ő alakja kíséri Nofertitit a királyné karnaki, mára elpusztított Hut-Benben templomában. Az Ahet-Aton határait kijelölő határkősztélék mindegyikén szerepel szüleivel, több sztélén húga, Maketaton, némelyiken pedig már a harmadik hercegnő, Anheszenpaaton is csatlakozik hozzájuk. Ahet-Atonban alakja rendszeresen megjelenik a királyi családot ábrázoló hétköznapias jelenetekben – apja karjában, míg a velük szemben ülő Nofertiti két kisebb lányát tartja az ölében; kocsin, ahogy szüleivel áthajt a városon –, az állami ünnepségek és a templomi szertartások ábrázolásain, valamint az előkelők sírjaiban.
Ahogy húgait, őt is nyújtott, tojásdad koponyával ábrázolják a legtöbb képen és szobron. Mivel a koponyatorzítás Egyiptomban nem volt szokásban, felmerült, hogy valamilyen örökletes hibáról van szó, de valószínűbb, hogy az ábrázolásoknak inkább vallási magyarázata van: Ehnaton a tojást teremtésszimbólumnak tekintette; ő és Nofertiti is megjelenik ábrázolásokon tojásdad fejjel, Tutanhamonnak pedig valóban kicsit hosszúkásabb volt a feje az átlagosnál, de még a normális határon belül. Hogy az ábrázolásnak inkább vallási, mint fiziológiai okai lehettek, azt az is alátámasztja, hogy Meritaton húgát, Anheszenamont később, Tutanhamon uralkodása alatt már normális fejformával ábrázolják.

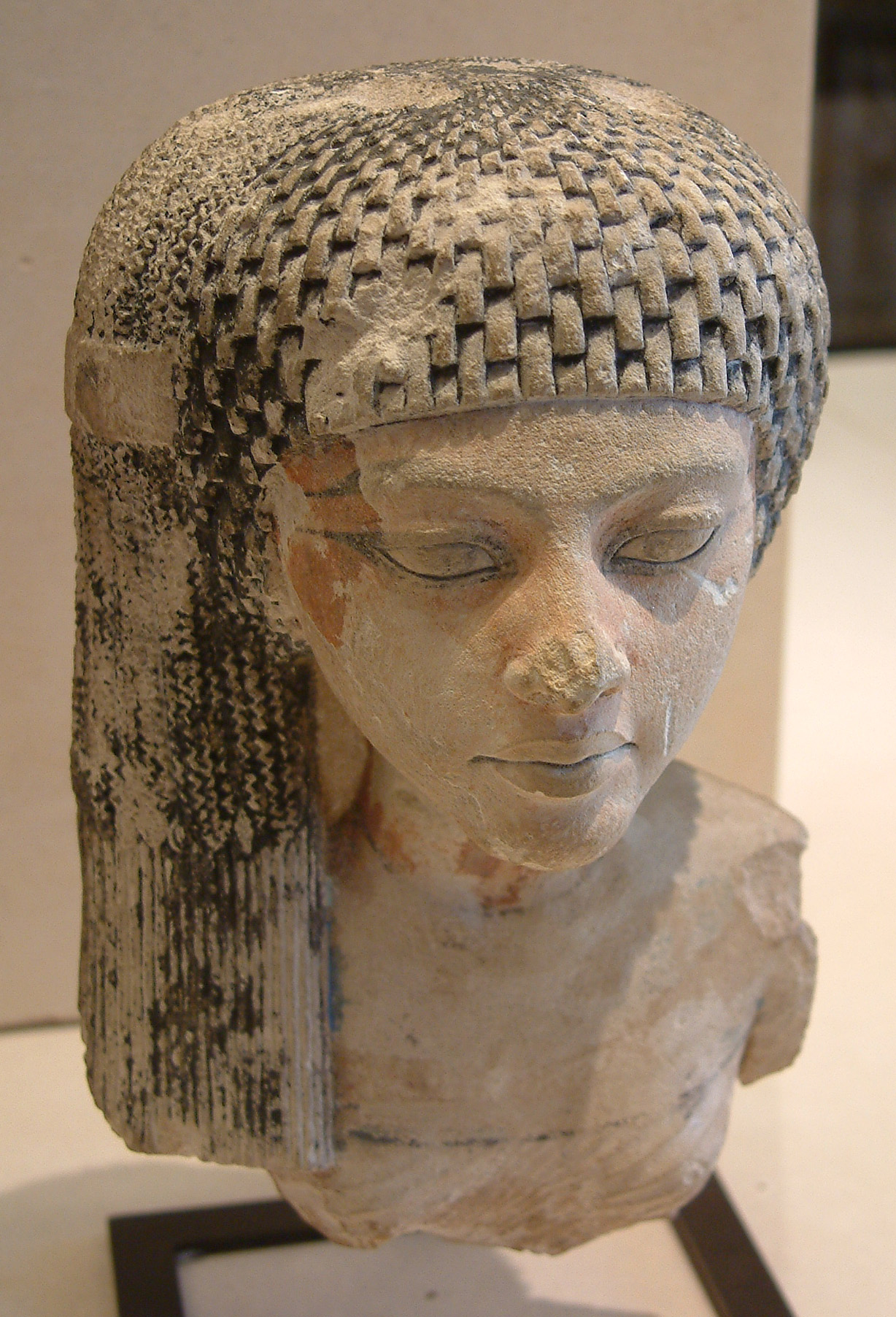
Valamelyik amarnai hercegnő, talán Meritaton. Louvre
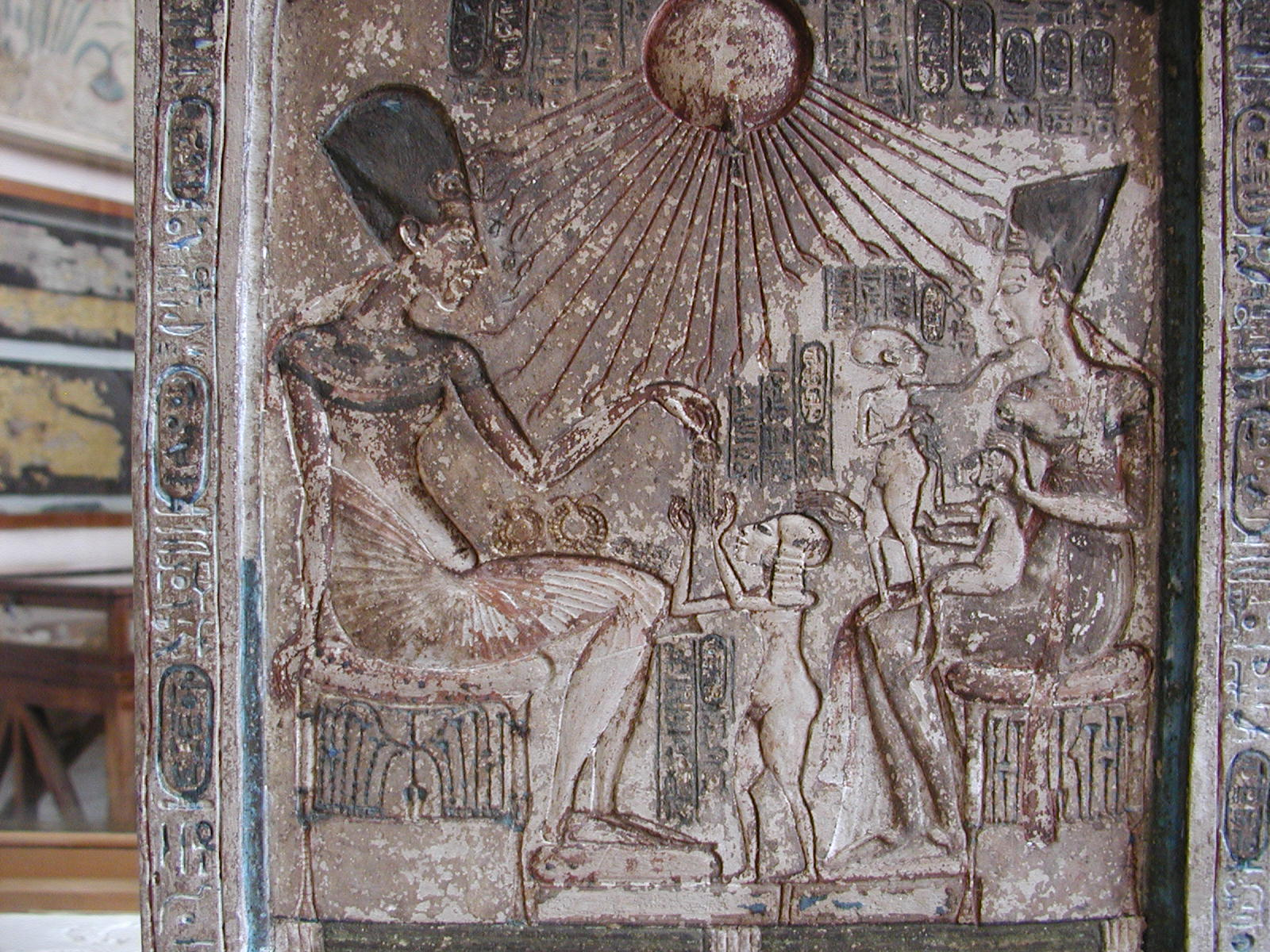
Családias jelenet: Ehnaton és Nofertiti gyermekeikkel
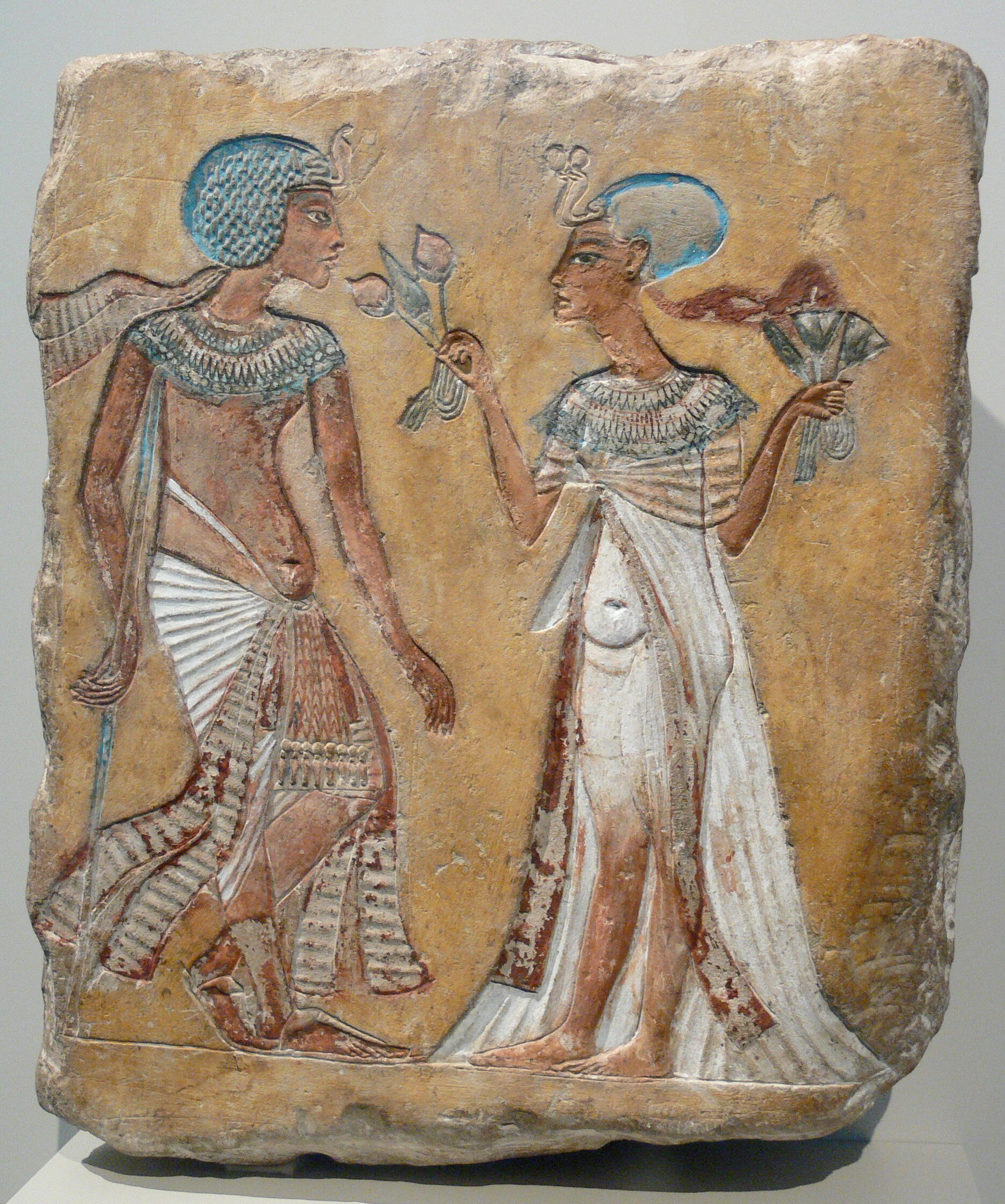
Amarnai királyi pár, leggyakrabban Szemenhkaréval és Meritatonnal azonosítják őket
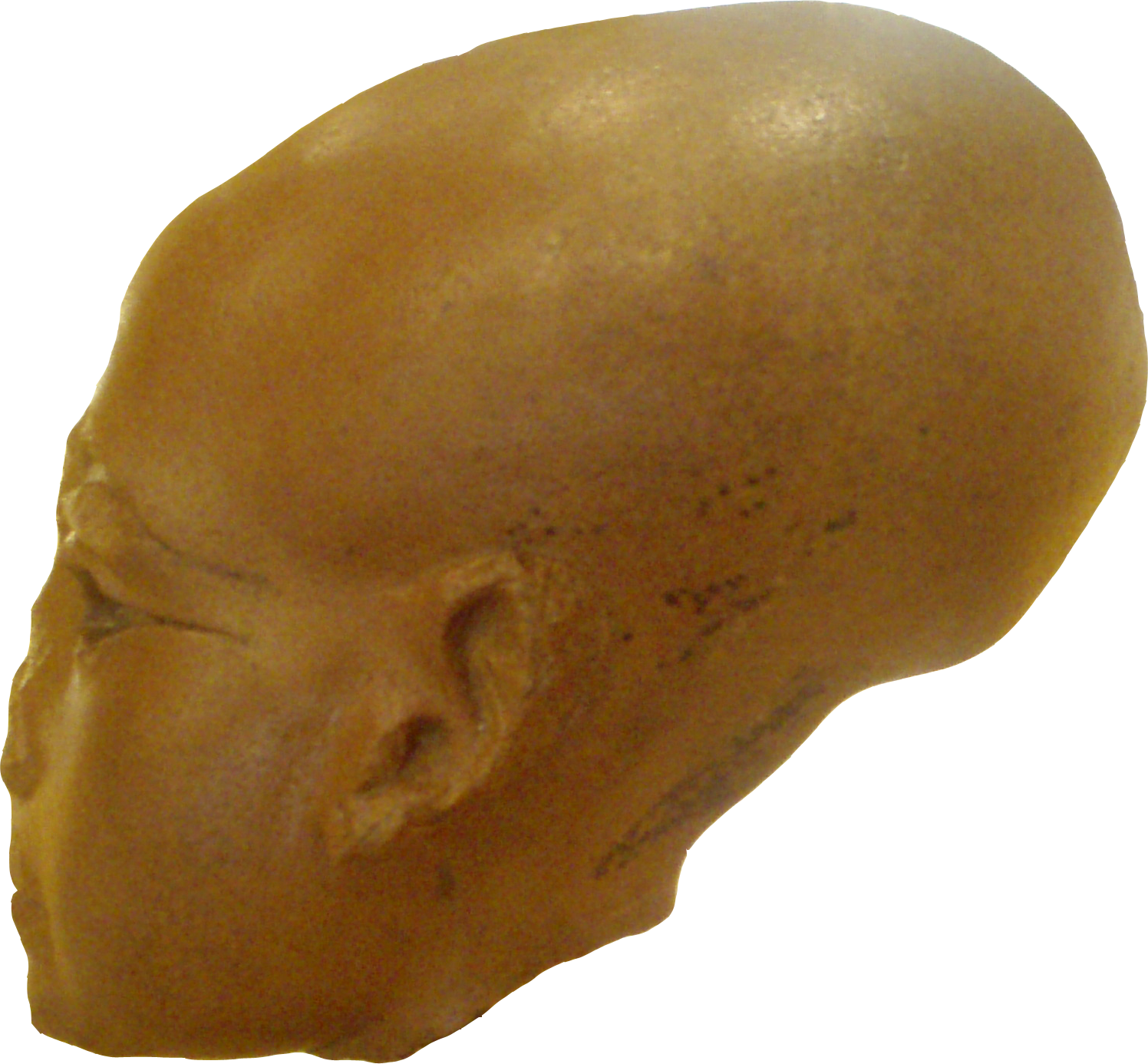
Meritaton szobra profilból a jellegzetes „családi vonással”, a nagy és hátranyúló koponyával